# Dasyvalgus tuberculatus
Dasyvalgus tuberculatus är en skalbaggsart som beskrevs av Lewis 1887. Dasyvalgus tuberculatus ingår i släktet Dasyvalgus och familjen Cetoniidae. Inga underarter finns listade i Catalogue of Life.